# Nyssodrysternum conspicuum
Nyssodrysternum conspicuum es una especie de escarabajo longicornio del género Nyssodrysternum, tribu Acanthocinini, subfamilia Lamiinae. Fue descrita científicamente por Monné en 1985.

## Descripción
Mide 7,2-10 milímetros de longitud.

## Distribución
Se distribuye por Brasil, Guyana, Guayana Francesa, Surinam y Venezuela.